# Distretto di Ngororero
Il distretto di Ngororero è un distretto (akarere) del Ruanda, parte della Provincia Occidentale, con capoluogo Ngororero.
Il distretto si compone di 13 settori (imirenge):
- Bwira
- Gatumba
- Hindiro
- Kabaya
- Kageyo
- Kavumu
- Matyazo
- Muhanda
- Muhororo
- Ndaro
- Ngororero
- Nyange
- Sovu